# Walt Disney World Speedway

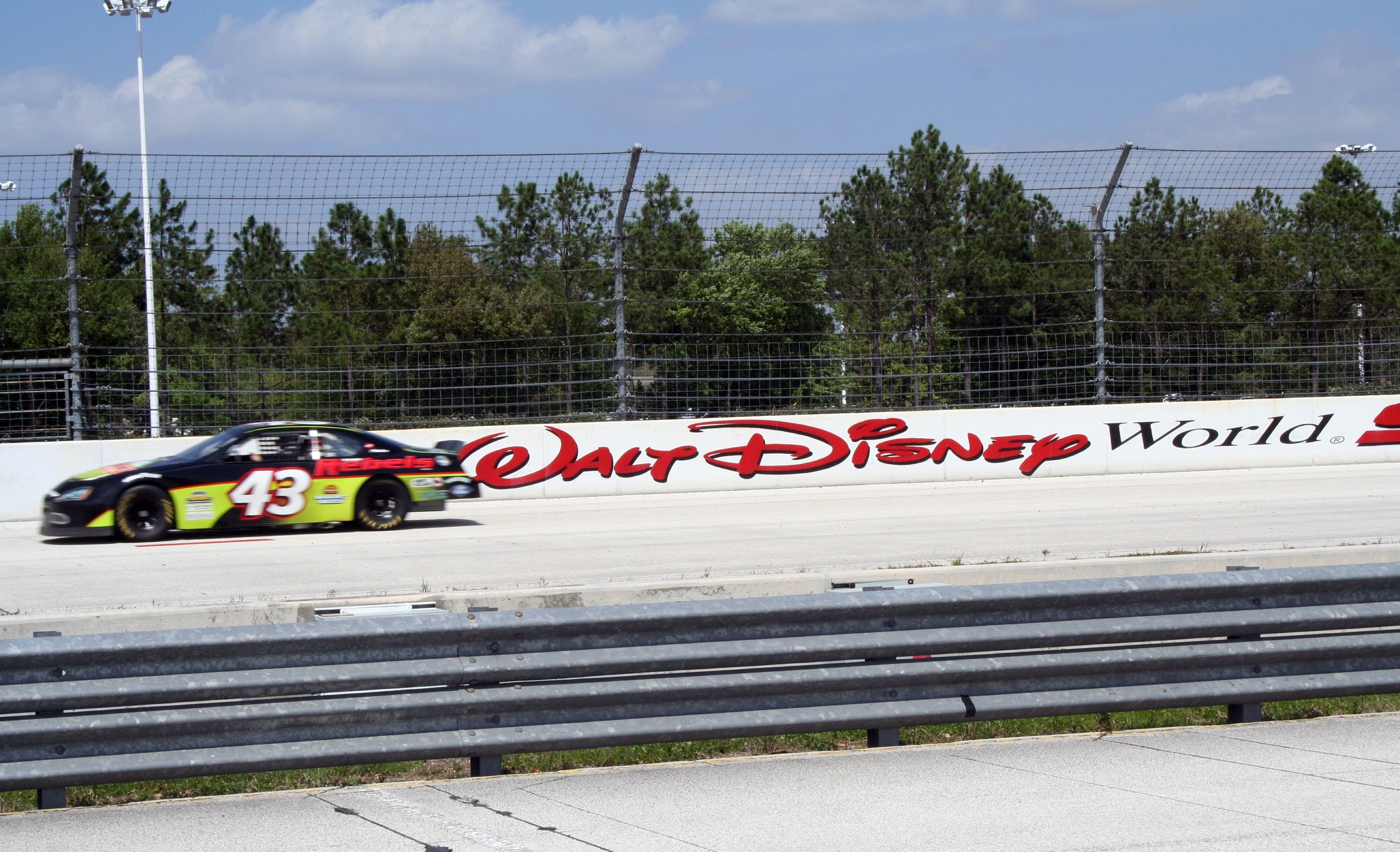
2010

Walt Disney World Speedway var en amerikansk racerbana belägen i Walt Disney World utanför Orlando, Florida i USA. Banan var en mile (1,609 km) lång tri-oval , och hade tre kurvor med olika banking. Kurva ett var bankad till 10 °, kurva två till 8,5 ° och kurva tre till 7°. Banan stängdes permanent 2015.

## Historia
Banan byggdes inuti Disney World under 1995, och var färdigställd lagom till att arrangera det allra första loppet i IndyCar Series 1996. Banan arrangerade säsongspremiären i fem raka år, och även ett par Truck Series-tävlingar i NASCAR, innan den lade ned sina planer på att anordna professionella tävlingar och istället började ägna sig åt att ge nybörjare chansen att köra NASCAR-bilar.